# Ailill Molt
Ailill mac Nath Í (muerto c. 482), llamado Ailill Molt, está incluido en más listas de los Reyes Supremo de Irlanda y también de Connacht. Su cognomen, molt, significa "el carnero" pero su origen es desconocido.

## Familiar
Se dice que Ailill era hijo de Nath Í y Ethne ingen Chonrach Cais. Su abuelo paterno Fiachrae era hermano de Niall de los Nueve Rehenes. Ailill habría pertenecido a los Connachta, una parentela unida por su descendencia común de Conn de las Cien Batallas, que incluye a los Uí Néill, los Uí Briúin y los Uí Fiachrach.
A pesar de que los descendientes de Ailill no son reconocidos como Reyes Supremos de Irlanda, su nieto Eógan Bél y bisnieto Ailill Inbanda están contados como Reyes de Connacht. Su hijo Mac Ercae pudo haber sido una figura histórica importante, pero el registro confunde Mac Ercae mac Ailello Muilt y el Uí Néill rey Muirchertach mac Muiredaig, llamado Muirchertach Mac Ercae, probablemente confundiendo eventos.

## Historicidad
El amplio consenso de fuentes generalmente pro-Uí Néill acerca de que Ailill fue rey se considera una prueba. A pesar de que la cronología de Reyes Supremos del siglo V ha sido ampliamente manipulada,  se cree improbable que historiadores posteriores y genealogistas añadieran un rey no-Uí Néill si no existiera la creencia extendida de que Ailill hubiera sido rey. Se cree que se convirtió en rey tras la muerte sobrenatural de Lóegaire mac Néill, presuntamente en 463. Los anales irlandeses contienen muchas referencias a él, pero la mayoría provienen de adiciones posteriores, o del ahora perdido Libro de Cuanu, del cual se conservan extractos en los Anales de Ulster. La tradición le hace morir en batalla en Faughan Hill, luchando contra los hijos de Niall. Las listas de rey dicen que fue sucedido por Lugaid mac Lóegairi. 
Frente a la visión de que Ailill fue incluido como Rey desde el principio, Thomas Charles-Edwards sugiere que la inclusión de Nath Í y Ailill Molt fue un medio para reforzar las relaciones entre los Uí Néill y otras ramas de los Connachta a finales del siglo VII u VIII, cuando él presume que fueron compiladas y editadas las listas reales y anales relacionados con San Patricio. Esto sin dar soporte indebido a reclamaciones contemporáneas de otras dinastías de Connachta, el Uí Ailello y, en particular, los poderosos Uí Briúin, al Trono Supremo.